# German Open 1991 (Badminton)
Die German Open 1991 im Badminton fanden vom 7. bis zum 13. Oktober 1991 in Düsseldorf statt. Die Finalspiele wurden am 13. Oktober 1991 ausgetragen. Das Preisgeld betrug 60.000 US-Dollar.

## Sieger und Platzierte
| Disziplin    | Gold                             | Silber                            | Bronze                             |
| ------------ | -------------------------------- | --------------------------------- | ---------------------------------- |
| Herreneinzel | Poul-Erik Høyer Larsen           | Hermawan Susanto                  | Bambang Suprianto                  |
| Herreneinzel | Poul-Erik Høyer Larsen           | Hermawan Susanto                  | Fung Permadi                       |
| Dameneinzel  | Huang Hua                        | Pernille Nedergaard               | Sarwendah Kusumawardhani           |
| Dameneinzel  | Huang Hua                        | Pernille Nedergaard               | Yuliani Santosa                    |
| Herrendoppel | Eddy Hartono Rudy Gunawan        | Jon Holst-Christensen Thomas Lund | Imay Hendra Bagus Setiadi          |
| Herrendoppel | Eddy Hartono Rudy Gunawan        | Jon Holst-Christensen Thomas Lund | Cheah Soon Kit Soo Beng Kiang      |
| Damendoppel  | Christine Magnusson Lim Xiaoqing | Lin Yanfen Yao Fen                | Pernille Dupont Grete Mogensen     |
| Damendoppel  | Christine Magnusson Lim Xiaoqing | Lin Yanfen Yao Fen                | Finarsih Lili Tampi                |
| Mixed        | Thomas Lund Pernille Dupont      | Jan Paulsen Gillian Gowers        | Jesper Knudsen Lotte Olsen         |
| Mixed        | Thomas Lund Pernille Dupont      | Jan Paulsen Gillian Gowers        | Pär-Gunnar Jönsson Maria Bengtsson |

## Finalergebnisse
| Disziplin    | Sieger                           | Finalist                          | Ergebnis         |
| ------------ | -------------------------------- | --------------------------------- | ---------------- |
| Herreneinzel | Poul-Erik Høyer Larsen           | Hermawan Susanto                  | 15–8, 15–8       |
| Dameneinzel  | Huang Hua                        | Pernille Nedergaard               | 11–1, 6–11, 11–7 |
| Herrendoppel | Eddy Hartono Rudy Gunawan        | Jon Holst-Christensen Thomas Lund | 15–9, 15–11      |
| Damendoppel  | Christine Magnusson Lim Xiaoqing | Lin Yanfen Yao Fen                | 15–11, 17–15     |
| Mixed        | Thomas Lund Pernille Dupont      | Jan Paulsen Gillian Gowers        | 15–12, 17–14     |

## Herreneinzel Qualifikation
- Rikard Rönnblom –  Heimo Götschl: 15-13 / 0-15 / 15-9
- Rajeev Bagga –  Iguh Donolego: 15-2 / 15-8
- Thomas Berger –  Christophe Jeanjean: 10-15 / 15-10 / 15-9
- Jasen Borisov –  Volker Eiber: 15-7 / 5-15 / 15-5
- Thaweesak Koetsriphan –  Hemant Hardikar: 15-13 / 15-1
- Dirk Wagner –  Attila Nagy: 15-10 / 15-8
- André Tummer –  Richárd Bánhidi: 15-5 / 17-18 / 18-14
- Robert Neumann –  Stéphane Renault: 15-3 / 15-2
- Oliver Pongratz –  Yves de Negri: 15-3 / 15-5
- Hannes Fuchs –  Björn Siegemund: 15-5 / 15-9
- Andreas Ruth –  Simon Archer: 15-12 / 15-14
- Heinz Fischer –  Mikhail Korshuk: 18-14 / 15-12
- Wang Xuyan –  Julian Robertson: 15-8 / 15-4
- Markus Keck –  Randy Trieling: 15-3 / 15-4
- Michael Helber –  Fernando de la Torre: 15-13 / 17-14
- Yoseph Phoa –  Christian Ljungmark: 15-9 / 6-15 / 15-12
- Rikard Rönnblom –  Iwan Iwanow: 15-13 / 15-3
- Rajeev Bagga –  Uwe Ossenbrink: 15-3 / 15-5
- Tony Tuominen –  Thomas Berger: 15-3 / 15-6
- Thaweesak Koetsriphan –  Jasen Borisov: 15-1 / 15-7
- Dirk Wagner –  Jean-Frédéric Massias: 15-10 / 15-8
- Kai Mitteldorf –  Chow Kin Man: 15-3 / 15-10
- Robert Neumann –  Gordon Teigelkämper: 15-11 / 15-2
- Tomasz Mendrek –  Erik Lia: 15-12 / 15-11
- Franck Panel –  Tse Bun: 17-16 / 15-12
- Rob Stalenhoef –  Oliver Pongratz: 15-8 / 15-0
- Hannes Fuchs –  Andreas Ruth: 15-8 / 15-10
- Heinz Fischer –  Bernd Schwitzgebel: 15-6 / 15-7
- Markus Keck –  Wang Xuyan: 6-15 / 15-4 / 15-11
- Michael Helber –  Jürgen Koch: 18-17 / 15-13
- Yoseph Phoa –  Hans-Georg Fischedick: 15-8 / 3-15 / 15-6
- Rajeev Bagga –  Rikard Rönnblom: 15-5 / 18-13
- Tony Tuominen –  Thaweesak Koetsriphan: 15-2 / 18-13
- Kai Mitteldorf –  Dirk Wagner: 12-15 / 15-3 / 15-4
- Robert Neumann –  André Tummer: 15-3 / 15-0
- Tomasz Mendrek –  Franck Panel: 15-3 / 15-10
- Rob Stalenhoef –  Hannes Fuchs: 15-6 / 15-2
- Markus Keck –  Heinz Fischer: 15-7 / 15-6
- Michael Helber –  Yoseph Phoa: 15-6 / 11-15 / 15-3

## Herreneinzel
- Steve Butler –  Rikard Magnusson: 15-7 / 15-12
- Chris Jogis –  Wong Tat Meng: 15-6 / 15-6
- Tony Tuominen –  Claus Thomsen: 15-5 / 12-15 / 15-4
- Chris Bruil –  Rajeev Bagga: 15-12 / 15-10
- Rob Stalenhoef –  Michael Helber: 15-10 / 12-15 / 15-7
- Andrei Antropow –  Hans Sperre: 15-6 / 15-8
- Jens Olsson –  Jaimie Dawson: 15-12 / 15-6
- Anders Nielsen –  Chan Kin Ngai: 15-11 / 15-5
- Wong Wai Lap –  Peter Espersen: 15-11 / 15-10
- Jacek Hankiewicz –  Kai Abraham: 15-9 / 15-7
- Ib Frederiksen –  Igor Dmitriev: 6-15 / 15-5 / 15-4
- Vimal Kumar –  Jeroen van Dijk: 15-12 / 11-15 / 17-14
- Heryanto Arbi –  Hiroki Eto: 15-2 / 15-6
- Wei Yan –  Detlef Poste: 15-13 / 15-5
- Peter Axelsson –  Pierre Pelupessy: 15-4 / 15-9
- Vacharapan Khamthong –  Markus Keck: 18-16 / 15-8
- Bambang Suprianto –  Steve Butler: 18-14 / 15-10
- Chris Jogis –  Volker Renzelmann: 15-8 / 15-5
- Sompol Kukasemkij –  Tony Tuominen: 15-8 / 15-8
- Chris Bruil –  Robert Neumann: 15-8 / 15-0
- Poul-Erik Høyer Larsen –  Rob Stalenhoef: 15-2 / 15-0
- Andrei Antropow –  Chen Rong: 15-9 / 15-5
- Jens Olsson –  Eddy Kurniawan: 15-6 / 18-15
- Anders Nielsen –  Guido Schänzler: 15-3 / 15-7
- Kwan Yoke Meng –  Wong Wai Lap: 7-15 / 15-7 / 15-10
- Darren Hall –  Jacek Hankiewicz: 15-2 / 15-8
- Ib Frederiksen –  Kai Mitteldorf: 14-17 / 15-4 / 15-3
- Hermawan Susanto –  Vimal Kumar: 15-9 / 15-9
- Heryanto Arbi –  Tomasz Mendrek: 15-7 / 15-4
- Thomas Stuer-Lauridsen –  Wei Yan: 15-2 / 15-4
- Peter Axelsson –  Bryan Blanshard: 15-11 / 15-2
- Fung Permadi –  Vacharapan Khamthong: 15-7 / 15-3
- Bambang Suprianto –  Chris Jogis: 15-6 / 18-13
- Sompol Kukasemkij –  Chris Bruil: 15-7 / 15-9
- Poul-Erik Høyer Larsen –  Andrei Antropow: 15-9 / 15-1
- Jens Olsson –  Anders Nielsen: 15-7 / 15-3
- Darren Hall –  Kwan Yoke Meng: 15-6 / 15-8
- Hermawan Susanto –  Ib Frederiksen: 15-13 / 15-3
- Heryanto Arbi –  Thomas Stuer-Lauridsen: 14-17 / 15-11 / 15-9
- Fung Permadi –  Peter Axelsson: 15-7 / 15-10
- Bambang Suprianto –  Sompol Kukasemkij: 11-15 / 15-10 / 15-6
- Poul-Erik Høyer Larsen –  Jens Olsson: 15-12 / 15-6
- Hermawan Susanto –  Darren Hall: 15-7 / 15-8
- Fung Permadi –  Heryanto Arbi: 17-14 / 15-10
- Poul-Erik Høyer Larsen –  Bambang Suprianto: 16-18 / 15-10 / 15-2
- Hermawan Susanto –  Fung Permadi: 12-15 / 18-14 / 15-2
- Poul-Erik Høyer Larsen –  Hermawan Susanto: 15-8 / 15-8

## Dameneinzel Qualifikation
- Monica Halim –  Monique Hoogland: 11-2 / 11-6
- Joy Kitzmiller –  Tanja Münch: 8-11 / 11-6 / 11-2
- Marina Andrievskaia –  Christine Skropke: 11-4 / 11-6
- Erika Von Heiland –  Valentine Ayer: 11-1 / 11-4
- Csilla Fórián –  Karen Neumann: 5-11 / 12-10 / 11-8
- Christelle Mol –  Sabine Ploner: 11-7 / 11-2
- Natalja Ivanova –  Beata Syta: 11-3 / 11-5
- Sandra Dimbour –  Renni Assenova: 11-6 / 11-4
- Monica Halim –  Elodie Mansuy: 11-1 / 11-2
- Bettina Villars –  Joy Kitzmiller: 11-12 / 11-8 / 11-4
- Yuni Kartika –  Sigrun Ploner: 11-4 / 11-1
- Wong Chun Fan –  Diana Knekna: 7-11 / 11-3 / 11-1
- Marina Andrievskaia –  Sarah Hore: 7-11 / 11-2 / 11-5
- Maiken Mørk –  Erika Von Heiland: 11-9 / 11-0
- Lisa Campbell –  María de la Paz Luna Félix: 11-3 / 11-5
- Sonja Mellink –  Neli Boteva: 11-7 / 11-6
- Charlotta Wihlborg –  Csilla Fórián: 11-2 / 11-1
- Plernta Boonyarit –  Christelle Mol: 7-11 / 11-7 / 11-1
- Heidi Bender –  Linda French: 11-9 / 11-6
- Margit Borg –  Andrea Findhammer: 11-2 / 11-6
- Natalja Ivanova –  Elvira van Elven: 11-0 / 11-0
- Sandra Dimbour –  Brigitte Langthaler: 11-1 / 11-6
- Andrea Harsági –  Kerstin Ubben: 11-6 / 11-8
- Monica Halim –  Adrienn Kocsis: 11-2 / 2-11 / 11-5
- Yuni Kartika –  Bettina Villars: 11-1 / 11-5
- Wong Chun Fan –  Marina Andrievskaia: 11-8 / 11-8
- Maiken Mørk –  Lisa Campbell: 11-6 / 11-3
- Charlotta Wihlborg –  Sonja Mellink: 2-11 / 11-8 / 12-10
- Plernta Boonyarit –  Heidi Bender: 11-1 / 11-8
- Natalja Ivanova –  Margit Borg: 11-2 / 11-4
- Andrea Harsági –  Sandra Dimbour: 12-9 / 11-8
- Yuni Kartika –  Monica Halim: 11-1 / 11-3
- Maiken Mørk –  Wong Chun Fan: 11-2 / 8-11 / 11-1
- Charlotta Wihlborg –  Plernta Boonyarit: 11-2 / 11-3

## Dameneinzel
- Sarwendah Kusumawardhani –  Catrine Bengtsson: 12-10 / 11-7
- Lisbet Stuer-Lauridsen –  Rhonda Cator: 11-8 / 11-0
- Jaroensiri Somhasurthai –  Harumi Kohhara: 11-3 / 11-1
- Fiona Elliott –  Charlotta Wihlborg: 11-5 / 11-2
- Denyse Julien –  Katrin Schmidt: 0-11 / 11-7 / 11-5
- Yuni Kartika –  Vlada Chernyavskaya: 11-3 / 11-6
- Yuliani Santosa –  Astrid Crabo: 9-12 / 11-6 / 12-9
- Camilla Martin –  Natalja Ivanova: 11-4 / 11-2
- Eline Coene –  Pornsawan Plungwech: 11-4 / 11-5
- Maiken Mørk –  Helen Troke: 11-7 / 12-11
- Hisako Mizui –  Doris Piché: 12-10 / 11-1
- Christine Magnusson –  Joanne Muggeridge: 4-11 / 11-2 / 11-1
- Elena Rybkina –  Nicole Baldewein: 7-11 / 11-6 / 12-11
- Huang Hua –  Helle Andersen: 11-2 / 11-1
- Lim Xiaoqing –  Astrid van der Knaap: w.o.
- Pernille Nedergaard –  Liu Yuhong: w.o.
- Sarwendah Kusumawardhani –  Lisbet Stuer-Lauridsen: 1-11 / 12-11 / 11-1
- Jaroensiri Somhasurthai –  Lim Xiaoqing: 11-9 / 11-7
- Pernille Nedergaard –  Fiona Elliott: 12-10 / 7-11 / 11-6
- Denyse Julien –  Yuni Kartika: 11-4 / 11-6
- Yuliani Santosa –  Camilla Martin: 3-11 / 11-4 / 11-6
- Eline Coene –  Maiken Mørk: 11-7 / 11-3
- Christine Magnusson –  Hisako Mizui: 11-6 / 11-8
- Huang Hua –  Elena Rybkina: 11-2 / 11-2
- Sarwendah Kusumawardhani –  Jaroensiri Somhasurthai: 1-11 / 11-0 / 11-9
- Pernille Nedergaard –  Denyse Julien: 11-4 / 5-11 / 11-8
- Yuliani Santosa –  Eline Coene: 12-10 / 11-8
- Huang Hua –  Christine Magnusson: 11-4 / 11-7
- Pernille Nedergaard –  Sarwendah Kusumawardhani: 5-11 / 11-5 / 11-5
- Huang Hua –  Yuliani Santosa: 11-6 / 11-5
- Huang Hua –  Pernille Nedergaard: 11-1 / 6-11 / 11-7

## Herrendoppel Qualifikation
- Andrei Antropow /  Nikolai Sujew –  Chow Kin Man /  Tse Bun: 15-5 / 15-4
- Thomas Berger /  Uwe Ossenbrink –  Rajeev Bagga /  Hemant Hardikar: 15-4 / 15-10
- Rob Stalenhoef /  Randy Trieling –  Kai Abraham /  Heinz Fischer: 12-15 / 17-16 / 15-6
- Peter Blackburn /  Darren McDonald –  Roland Kapps /  Stephan Kapps: 15-1 / 10-15 / 15-1
- Russell Hogg /  Kenny Middlemiss –  Christophe Jeanjean /  Jean-Frédéric Massias: 15-8 / 15-11
- Igor Dmitriev /  Mikhail Korshuk –  Chan Siu Kwong /  Ng Pak Kum: 7-15 / 15-2 / 15-8
- Oliver Pongratz /  Dirk Wagner –  Hannes Fuchs /  Heimo Götschl: 10-15 / 15-12 / 17-14
- Chris Bruil /  Ron Michels –  Jasen Borisov /  Iwan Iwanow: 18-13 / 15-5
- Iguh Donolego /  Yoseph Phoa –  Franck Panel /  Stéphane Renault: 15-7 / 15-8
- Simon Archer /  Alistair Robertson –  Christian Ljungmark /  Rikard Rönnblom: 15-6 / 15-12
- Volker Eiber /  Bernd Schwitzgebel –  Harald Koch /  Jürgen Koch: 11-15 / 15-2 / 15-9
- Andrei Antropow /  Nikolai Sujew –  Thomas Berger /  Uwe Ossenbrink: 15-10 / 15-4
- Peter Blackburn /  Darren McDonald –  Rob Stalenhoef /  Randy Trieling: 15-11 / 15-7
- Stefan Frey /  Stephan Kuhl –  Russell Hogg /  Kenny Middlemiss: 15-5 / 15-7
- Michael Helber /  Markus Keck –  Igor Dmitriev /  Mikhail Korshuk: 15-4 / 15-11
- Jerzy Dołhan /  Jacek Hankiewicz –  Oliver Pongratz /  Dirk Wagner: 10-15 / 15-4 / 15-9
- Neil Cottrill /  John Quinn –  Chris Bruil /  Ron Michels: 15-10 / 15-10
- Iguh Donolego /  Yoseph Phoa –  Detlef Poste /  Volker Renzelmann: 11-15 / 15-7 / 15-11
- Simon Archer /  Alistair Robertson –  Volker Eiber /  Bernd Schwitzgebel: 14-17 / 15-13 / 15-12
- Andrei Antropow /  Nikolai Sujew –  Peter Blackburn /  Darren McDonald: 15-7 / 15-9
- Michael Helber /  Markus Keck –  Stefan Frey /  Stephan Kuhl: 16-18 / 15-11 / 15-7
- Jerzy Dołhan /  Jacek Hankiewicz –  Neil Cottrill /  John Quinn: 18-17 / 15-4
- Simon Archer /  Alistair Robertson –  Iguh Donolego /  Yoseph Phoa: 15-9 / 15-18 / 15-7

## Herrendoppel
- Jan-Eric Antonsson /  Stellan Österberg –  Michael Helber /  Markus Keck: 15-18 / 15-10 / 15-11
- Siripong Siripool /  Pramote Teerawiwatana –  Erik Lia /  Hans Sperre: 15-7 / 15-7
- Andy Goode /  Chris Hunt –  Kai Mitteldorf /  Guido Schänzler: 15-7 / 15-6
- Andrei Antropow /  Nikolai Sujew –  Mike Bitten /  Bryan Blanshard: 11-15 / 15-3 / 15-12
- Jesper Knudsen /  Claus Thomsen –  Tan Kim Her /  Yap Kim Hock: 15-10 / 8-15 / 15-12
- Simon Archer /  Julian Robertson –  Jerzy Dołhan /  Jacek Hankiewicz: 15-3 / 15-7
- Yap Yee Guan /  Yap Yee Hup –  Michael Keck /  Robert Neumann: 14-17 / 15-3 / 17-15
- Nick Ponting /  Dave Wright –  Fumihiko Machida /  Koji Miya: 15-10 / 15-13
- Rudy Gunawan /  Eddy Hartono –  Jan-Eric Antonsson /  Stellan Österberg: 10-15 / 15-3 / 15-7
- Jan Paulsen /  Henrik Svarrer –  Siripong Siripool /  Pramote Teerawiwatana: 15-12 / 15-0
- Cheah Soon Kit /  Soo Beng Kiang –  Andy Goode /  Chris Hunt: 15-12 / 15-9
- Shuji Matsuno /  Shinji Matsuura –  Andrei Antropow /  Nikolai Sujew: 15-4 / 15-3
- Imay Hendra /  Bagus Setiadi –  Jesper Knudsen /  Claus Thomsen: 15-7 / 15-13
- Huang Zhanzhong /  Zheng Yumin –  Simon Archer /  Julian Robertson: 15-9 / 15-5
- Peter Axelsson /  Pär-Gunnar Jönsson –  Yap Yee Guan /  Yap Yee Hup: 10-15 / 15-8 / 8-0
- Jon Holst-Christensen /  Thomas Lund –  Nick Ponting /  Dave Wright: 15-5 / 15-8
- Rudy Gunawan /  Eddy Hartono –  Jan Paulsen /  Henrik Svarrer: 15-8 / 15-2
- Cheah Soon Kit /  Soo Beng Kiang –  Shuji Matsuno /  Shinji Matsuura: 15-6 / 11-15 / 15-6
- Imay Hendra /  Bagus Setiadi –  Huang Zhanzhong /  Zheng Yumin: 15-7 / 15-5
- Jon Holst-Christensen /  Thomas Lund –  Peter Axelsson /  Pär-Gunnar Jönsson: 15-6 / 3-15 / 15-4
- Rudy Gunawan /  Eddy Hartono –  Cheah Soon Kit /  Soo Beng Kiang: 15-7 / 15-9
- Jon Holst-Christensen /  Thomas Lund –  Imay Hendra /  Bagus Setiadi: 15-5 / 15-7
- Rudy Gunawan /  Eddy Hartono –  Jon Holst-Christensen /  Thomas Lund: 15-9 / 15-11

## Damendoppel Qualifikation
- Adele Abbott /  Sarah Hore –  Sabine Ploner /  Sigrun Ploner: 15-0 / 15-11
- Elvira van Elven /  Nicole van Hooren –  Virginie Delvingt /  Christelle Mol: 15-10 / 15-9
- Neli Boteva /  Emilia Dimitrova –  Katrin Kuhn /  Stefanie Westermann: 15-12 / 6-15 / 15-3
- Marina Andrievskaia /  Natalja Ivanova –  Karen Neumann /  Christine Skropke: 15-7 / 10-15 / 17-14
- Plernta Boonyarit /  Ladawan Mulasartsatorn –  Adele Abbott /  Sarah Hore: 15-11 / 15-11
- Andrea Findhammer /  Anne-Katrin Seid –  Chung Hoi Yuk /  Wong Chun Fan: 17-16 / 3-15 / 15-12
- Elvira van Elven /  Nicole van Hooren –  Heidi Bender /  Petra Dieris-Wierichs: 15-12 / 10-15 / 15-9
- Margit Borg /  Charlotta Wihlborg –  Sandra Dimbour /  Elodie Mansuy: 15-4 / 15-5
- Bożena Haracz /  Beata Syta –  Neli Boteva /  Emilia Dimitrova: 15-12 / 15-8
- Joanne Goode /  Alison Humby –  Marina Andrievskaia /  Natalja Ivanova: 6-15 / 18-16 / 15-11
- Plernta Boonyarit /  Ladawan Mulasartsatorn –  Nicole Baldewein /  Kerstin Weinbörner: 15-10 / 15-5
- Andrea Findhammer /  Anne-Katrin Seid –  Elvira van Elven /  Nicole van Hooren: 15-9 / 11-15 / 15-10
- Margit Borg /  Charlotta Wihlborg –  Bożena Haracz /  Beata Syta: 15-10 / 15-2
- Joanne Goode /  Alison Humby –  Valentine Ayer /  Bettina Villars: 15-2 / 15-4

## Damendoppel
- Elinor Middlemiss /  Jennifer Williamson –  Margit Borg /  Charlotta Wihlborg: 15-8 / 15-6
- Lin Yanfen /  Yao Fen –  Eline Coene /  Monique Hoogland: 15-6 / 15-2
- Joanne Goode /  Alison Humby –  Andrea Findhammer /  Anne-Katrin Seid: 15-7 / 12-15 / 15-4
- Elena Rybkina /  Vlada Chernyavskaya –  Lisa Campbell /  Rhonda Cator: 15-8 / 15-3
- Tomomi Matsuo /  Kyoko Sasage –  Plernta Boonyarit /  Ladawan Mulasartsatorn: 15-8 / 15-2
- Lotte Olsen /  Marlene Thomsen –  Katrin Schmidt /  Kerstin Ubben: w.o.
- Erma Sulistianingsih /  Rosiana Tendean –  Linda French /  Joy Kitzmiller: 15-1 / 15-5
- Pernille Dupont /  Grete Mogensen –  Elinor Middlemiss /  Jennifer Williamson: 15-7 / 15-10
- Lin Yanfen /  Yao Fen –  Kimiko Jinnai /  Hisako Mori: 18-13 / 15-6
- Catrine Bengtsson /  Maria Bengtsson –  Joanne Goode /  Alison Humby: 15-11 / 15-6
- Gillian Gowers /  Sara Sankey –  Elena Rybkina /  Vlada Chernyavskaya: 15-4 / 15-7
- Christine Magnusson /  Lim Xiaoqing –  Lotte Olsen /  Marlene Thomsen: 15-8 / 15-10
- Tomomi Matsuo /  Kyoko Sasage –  Denyse Julien /  Doris Piché: 15-3 / 12-15 / 18-14
- Finarsih /  Lili Tampi –  Pan Li /  Wu Yuhong: 15-5 / 12-15 / 15-12
- Pernille Dupont /  Grete Mogensen –  Erma Sulistianingsih /  Rosiana Tendean: 15-12 / 15-12
- Lin Yanfen /  Yao Fen –  Catrine Bengtsson /  Maria Bengtsson: 15-8 / 15-10
- Christine Magnusson /  Lim Xiaoqing –  Gillian Gowers /  Sara Sankey: 15-5 / 6-15 / 15-3
- Finarsih /  Lili Tampi –  Tomomi Matsuo /  Kyoko Sasage: 15-3 / 15-8
- Lin Yanfen /  Yao Fen –  Pernille Dupont /  Grete Mogensen: 18-17 / 15-12
- Christine Magnusson /  Lim Xiaoqing –  Finarsih /  Lili Tampi: 7-15 / 15-5 / 15-9
- Christine Magnusson /  Lim Xiaoqing –  Lin Yanfen /  Yao Fen: 15-11 / 17-15

## Mixed
- Michael Keck /  Anne-Katrin Seid –  Kenny Middlemiss /  Elinor Middlemiss: 7-15 / 15-4 / 15-6
- Jerzy Dołhan /  Bożena Haracz –  Julian Robertson /  Adele Abbott: 15-8 / 15-3
- Henrik Svarrer /  Marlene Thomsen –  Randy Trieling /  Nicole van Hooren: 15-7 / 15-10
- Nick Ponting /  Joanne Goode –  Darren McDonald /  Rhonda Cator: 15-10 / 15-8
- Peter Blackburn /  Lisa Campbell –  Andy Goode /  Sara Sankey: 1-15 / 17-16 / 15-12
- Chan Siu Kwong /  Chung Hoi Yuk –  Christophe Jeanjean /  Virginie Delvingt: 15-5 / 15-2
- Jan-Eric Antonsson /  Astrid Crabo –  Volker Eiber /  Christine Skropke: 15-11 / 15-11
- Jan Paulsen /  Gillian Gowers –  John Quinn /  Fiona Elliott: 15-8 / 15-7
- Thomas Lund /  Pernille Dupont –  Michael Keck /  Anne-Katrin Seid: 15-2 / 7-15 / 15-3
- Jerzy Dołhan /  Bożena Haracz –  Siripong Siripool /  Ladawan Mulasartsatorn: 16-17 / 15-10 / 15-12
- Pär-Gunnar Jönsson /  Maria Bengtsson –  Henrik Svarrer /  Marlene Thomsen: 15-13 / 15-3
- Nick Ponting /  Joanne Goode –  Nikolai Sujew /  Natalja Ivanova: 15-12 / 15-7
- Peter Blackburn /  Lisa Campbell –  Ralf Rausch /  Petra Dieris-Wierichs: 15-10 / 15-7
- Jesper Knudsen /  Lotte Olsen –  Chan Siu Kwong /  Chung Hoi Yuk: 18-15 / 10-15 / 15-6
- Jan-Eric Antonsson /  Astrid Crabo –  Ron Michels /  Sonja Mellink: 17-14 / 15-1
- Jan Paulsen /  Gillian Gowers –  Jon Holst-Christensen /  Grete Mogensen: 15-6 / 18-15
- Thomas Lund /  Pernille Dupont –  Jerzy Dołhan /  Bożena Haracz: 15-9 / 15-4
- Pär-Gunnar Jönsson /  Maria Bengtsson –  Nick Ponting /  Joanne Goode: 15-3 / 15-5
- Jesper Knudsen /  Lotte Olsen –  Peter Blackburn /  Lisa Campbell: 15-6 / 15-10
- Jan Paulsen /  Gillian Gowers –  Jan-Eric Antonsson /  Astrid Crabo: 15-8 / 15-3
- Thomas Lund /  Pernille Dupont –  Pär-Gunnar Jönsson /  Maria Bengtsson: 15-13 / 15-6
- Jan Paulsen /  Gillian Gowers –  Jesper Knudsen /  Lotte Olsen: 16-18 / 15-7 / 15-8
- Thomas Lund /  Pernille Dupont –  Jan Paulsen /  Gillian Gowers: 15-12 / 17-14